# Mar Ignatius Joseph III Younan
Mar Ignatius Joseph III Younan (Haszaka, 1944. november 15. –) 2009. január 20. óta az antióchiai szír katolikus pátriárka, a szír katolikus egyház feje.

## Élete
Efrem Josef Younan Haszakában, Szíriában született kilenc gyermekes családban. Libanonban, a charfet-i szemináriumban tanult, majd a római Pápai Urbania Egyetemen folytatta tanulmányait, a Népek Evangelizációjának Kongregációja kollégiumának növendékeként. 1971 szeptember 12-én szentelték pappá. Két esztendeig a Charfet-i szeminárium tanáraként, majd később rektoraként is szolgált. Ezután a Haszakai egyházmegye hitoktatási vezetője volt hét éven át, majd 1986-ig a bejrúti Angyali Üdvözlet Bazilika plébánosa volt.
1986-tól az Amerikai Egyesült Államokban és Kanadában élő szír katolikus hívek missziójával bízták meg. Először Newarkban, New Jersey államban, 1991-ben  North Hollywoodban, végül 1994-ben San Diegóban alapított egyházközségeket.
A kanadai és egyesült államokbeli szír katolikusok lelkigondozására 1995. november 6-ai hatállyal II. János Pál pápa létrehozta a Newarki Szabadító Miasszonyunk szír katolikus egyházmegyét, és Josef F. Younant kinevezte annak első püspökévé. 1996. január 7-én szentelte püspökké Ignactius Antoine II Hayek a szíriai-török határon fekvő Al-Qamishli város Szent Péter és Pál-bazilikájában.
Anyanyelve, a szír mellett beszél arámul, törökül, angolul, latinul és németül.
2009. január 20-án a szír katolikus püspöki szinódus Rómában megválasztotta őt Ignatius Pierre VIII. Abdel-Ahads antióchiai szír katolikus pátriárka utódjául, amit XVI. Benedek pápa január 22-én megerősített.

## Galéria

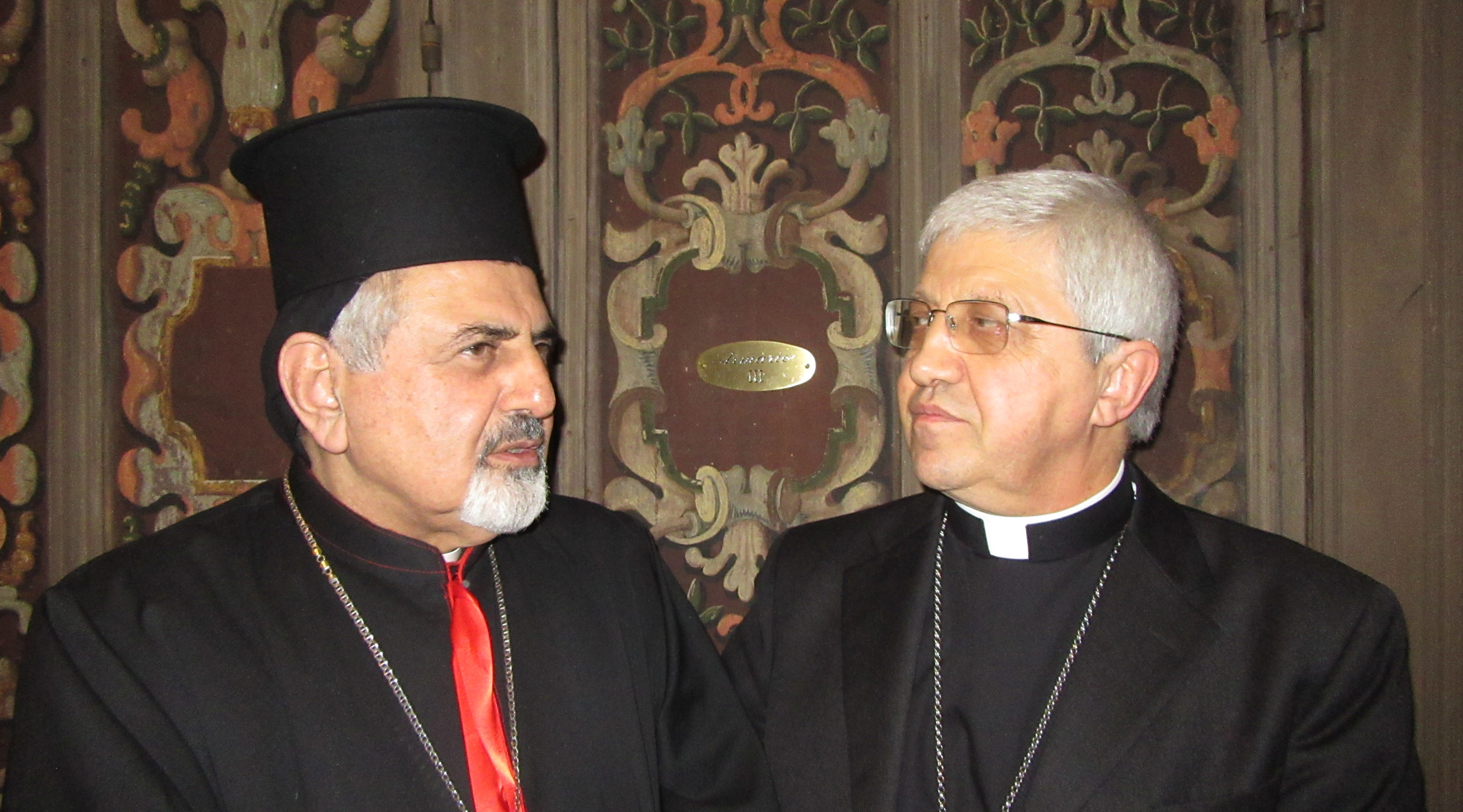
Ignatius Joseph III pátriárka Malvestiti püspök (jobbra) társaságában Lodi püspökének házában, 2017. február 20.

## Fordítás
- Ez a szócikk részben vagy egészben  az   Ignatius Joseph III. Younan című német Wikipédia-szócikk fordításán alapul.  Az eredeti cikk szerkesztőit annak laptörténete sorolja fel. Ez a jelzés csupán a megfogalmazás eredetét és a szerzői jogokat jelzi, nem szolgál a cikkben szereplő információk forrásmegjelöléseként.
- Ez a szócikk részben vagy egészben  az   Ignatius Joseph III Yonan című angol Wikipédia-szócikk fordításán alapul.  Az eredeti cikk szerkesztőit annak laptörténete sorolja fel. Ez a jelzés csupán a megfogalmazás eredetét és a szerzői jogokat jelzi, nem szolgál a cikkben szereplő információk forrásmegjelöléseként.